# Aaron Johnson (hockey sur glace)
Pour les articles homonymes, voir Aaron Johnson et Johnson.
Aaron Johnson (né le 30 avril 1983 à Port Hawkesbury, dans la province de la Nouvelle-Écosse au Canada) est un joueur professionnel canadien de hockey sur glace. Il évolue au poste de défenseur.

## Carrière de joueur
Il commence sa carrière dans les rangs juniors en 1999 avec l'Océanic de Rimouski dans la Ligue de hockey junior majeur du Québec. Après deux saisons, il est repêché par les Blue Jackets de Columbus au 85e rang lors du repêchage d'entrée dans la LNH 2001.
Il devient professionnel en 2003-2004 et joue 29 parties dans la LNH avec les Blue Jackets durant cette saison, mais joue majoritairement dans la Ligue américaine de hockey avec le club-école des Jackets, les Crunch de Syracuse. En 2006-2007, il parvient à obtenir un poste régulier avec Columbus et dispute 61 parties.
Laissé libre par Columbus, il voyage d'équipe en équipe, en jouant pour les Islanders de New York, les Blackhawks de Chicago, les Flames de Calgary et les Oilers d'Edmonton. Il passe toute la saison 2010-2011 dans la LAH avec les Admirals de Milwaukee après qu'il n'ait pas réussi à se faire une place au sein des Predators de Nashville,. Il retourne avec les Blue Jackets pour la saison 2011-2012, puis joue brièvement avec les Bruins de Boston la saison suivante.
Après trois saisons entières passées dans la LAH, il accepte en juin 2016 un contrat en Allemagne avec l'équipe du Adler Mannheim.

## Statistiques de carrière
| Saison     | Équipe                     | Ligue      |     | Saison régulière | Saison régulière | Saison régulière | Saison régulière | Saison régulière |   | Séries éliminatoires | Séries éliminatoires | Séries éliminatoires | Séries éliminatoires | Séries éliminatoires |
| Saison     | Équipe                     | Ligue      | PJ  | B                | A                | Pts              | Pun              | PJ               | B | A                    | Pts                  | Pun                  |                      |                      |
| 1999-2000  | Océanic de Rimouski        | LHJMQ      | 63  | 1                | 14               | 15               | 57               | 8                | 0 | 0                    | 0                    | 0                    |                      |                      |
| 2000-2001  | Océanic de Rimouski        | LHJMQ      | 64  | 12               | 41               | 53               | 128              | 11               | 2 | 4                    | 6                    | 35                   |                      |                      |
| 2001-2002  | Océanic de Rimouski        | LHJMQ      | 68  | 17               | 49               | 66               | 172              | 7                | 1 | 2                    | 3                    | 12                   |                      |                      |
| 2002-2003  | Océanic de Rimouski        | LHJMQ      | 25  | 4                | 20               | 24               | 41               | -                | - | -                    | -                    | -                    |                      |                      |
| 2002-2003  | Remparts de Québec         | LHJMQ      | 32  | 6                | 31               | 37               | 41               | 11               | 4 | 4                    | 8                    | 25                   |                      |                      |
| 2003-2004  | Crunch de Syracuse         | LAH        | 49  | 6                | 15               | 21               | 83               | 7                | 2 | 3                    | 5                    | 27                   |                      |                      |
| 2003-2004  | Blue Jackets de Columbus   | LNH        | 29  | 2                | 6                | 8                | 32               | -                | - | -                    | -                    | -                    |                      |                      |
| 2004-2005  | Crunch de Syracuse         | LAH        | 77  | 6                | 17               | 23               | 140              | -                | - | -                    | -                    | -                    |                      |                      |
| 2005-2006  | Crunch de Syracuse         | LAH        | 49  | 5                | 24               | 29               | 122              | 6                | 1 | 3                    | 4                    | 19                   |                      |                      |
| 2005-2006  | Blue Jackets de Columbus   | LNH        | 26  | 2                | 6                | 8                | 23               | -                | - | -                    | -                    | -                    |                      |                      |
| 2006-2007  | Blue Jackets de Columbus   | LNH        | 61  | 3                | 7                | 10               | 38               | -                | - | -                    | -                    | -                    |                      |                      |
| 2007-2008  | Islanders de New York      | LNH        | 30  | 0                | 2                | 2                | 30               | -                | - | -                    | -                    | -                    |                      |                      |
| 2007-2008  | Sound Tigers de Bridgeport | LAH        | 2   | 0                | 0                | 0                | 0                | -                | - | -                    | -                    | -                    |                      |                      |
| 2008-2009  | IceHogs de Rockford        | LAH        | 2   | 0                | 1                | 1                | 4                | -                | - | -                    | -                    | -                    |                      |                      |
| 2008-2009  | Blackhawks de Chicago      | LNH        | 38  | 3                | 5                | 8                | 33               | -                | - | -                    | -                    | -                    |                      |                      |
| 2009-2010  | Flames de Calgary          | LNH        | 22  | 1                | 2                | 3                | 19               | -                | - | -                    | -                    | -                    |                      |                      |
| 2009-2010  | Oilers d'Edmonton          | LNH        | 19  | 3                | 4                | 7                | 16               | -                | - | -                    | -                    | -                    |                      |                      |
| 2010-2011  | Admirals de Milwaukee      | LAH        | 72  | 9                | 26               | 35               | 70               | 13               | 1 | 2                    | 3                    | 16                   |                      |                      |
| 2011-2012  | Blue Jackets de Columbus   | LNH        | 56  | 3                | 13               | 16               | 26               | -                | - | -                    | -                    | -                    |                      |                      |
| 2012-2013  | Bruins de Providence       | LAH        | 2   | 0                | 1                | 1                | 2                | -                | - | -                    | -                    | -                    |                      |                      |
| 2012-2013  | Bruins de Boston           | LNH        | 10  | 0                | 0                | 0                | 10               | -                | - | -                    | -                    | -                    |                      |                      |
| 2013-2014  | Wolf Pack de Hartford      | LAH        | 75  | 4                | 36               | 40               | 70               | -                | - | -                    | -                    | -                    |                      |                      |
| 2014-2015  | Senators de Binghamton     | LAH        | 73  | 6                | 29               | 35               | 76               | -                | - | -                    | -                    | -                    |                      |                      |
| 2015-2016  | Heat de Stockton           | LAH        | 28  | 3                | 15               | 18               | 20               | -                | - | -                    | -                    | -                    |                      |                      |
| 2016-2017  | Adler Mannheim             | DEL        | 41  | 4                | 15               | 19               | 28               | 4                | 0 | 0                    | 0                    | 0                    |                      |                      |
| 2017-2018  | Adler Mannheim             | DEL        | 46  | 1                | 6                | 7                | 18               | 3                | 0 | 1                    | 1                    | 0                    |                      |                      |
| 2018-2019  | Sheffield Steelers         | EIHL       | 56  | 4                | 19               | 23               | 89               | 2                | 0 | 2                    | 2                    | 0                    |                      |                      |
| 2019-2020  | Sheffield Steelers         | EIHL       | 17  | 1                | 5                | 6                | 20               | -                | - | -                    | -                    | -                    |                      |                      |
| Totaux LNH | Totaux LNH                 | Totaux LNH | 291 | 17               | 45               | 62               | 227              | -                | - | -                    | -                    | -                    |                      |                      |